# Barthold Heinrich Brockes
Barthold Heinrich Brockes (født 22. september 1680 i Hamborg, død 16. januar 1747 sammesteds) var en tysk digter.
Brockes, der var kejserlig pfalzgreve og kommanderende for sin fødebys borgermilits, oversatte digte ved Marini, Pope og Thomson samt forfattede et passionsoratorium og religiøse naturbetragtelser, hvilke udkom under titlen Irdisches Vergnügen in Gott (1721-48). På svensk findes Jesu Kristi lidande och död rimvis betrachtadt och sångvis uppfördt (1731). Brockes biograferedes af Alois Brandl i 1878.